# Leighlinbridge
Leighlinbridge (Iers: Leithghlinn an Droichid) is een plaats in Ierse graafschap Carlow. De plaats telt 646 inwoners.

## Geboren
- John Tyndall (1820 - 1893), natuurkundige

Ballinkillen · Ballon · Ballymurphy · Borris · Carlow · Clonegal · Clonmore · Fennagh · Hacketstown · Kildavin · Leighlinbridge · Muine Bheag · Myshall · Nurney · Old Leighlin · Rathvilly · Royal Oak · St Mullin's · Tinryland · Tullow